# THE MERCY SHOT
THE MERCY SHOTは日本のロックバンド。2019年より活動している。キャッチコピーは「あなたを介錯する、そんなロックンロールを。」
みずやリョウ（Vo.）新井こーへい(Gt.) 七曲町子(Ba.) T.T.(Dr.)の4人から成る。2020年10月解散。 

## 概要
2019年5月21日、新宿のライブハウス「新宿紅布」にてデビュー。音楽ジャンルは「ロック」。
ボーカルであるみずやリョウがTwitterにてメンバーの募集を呼びかけ、ギタリストである新井こーへい、ベーシストである七曲町子のそれぞれが集まる形で結成された。当初はサポートドラマーを加えてライブを行っていた。
メンバー全員がTHE BLUE HEARTSに影響を受けている。
メンバー中Dr.を除く３人は喫煙者である。

2020年10月にDr.であるT.Tが脱退、同月バンド自体も解散を発表した。

## メンバー
- みずやリョウ（Vo.）

THE MERCY SHOTの設立者。ボーカルを務める。THE MERCY SHOTでの活動以外にも自身で作詞作曲した楽曲をYouTubeにアップしている。好きなアーティストに真島昌利、フレディ・マーキュリーを挙げており、映画「ボヘミアン・ラプソディー」を何度も繰り返し視聴する程である。
- 新井こーへい（Gt.）

THE MERCY SHOTのギタリストを務める。使用ギターはギブソンのレスポールを自身で改造したもの。音楽性はTHE BLUE HERATS、銀杏BOYZ、Green Dayに影響を受けている。
- 七曲町子（Ba.）

THE MERCY SHOTのベーシストを務める。使用ベースはフェンダー。ラーメンが好物。指弾き派。好きな煙草の銘柄はラッキーストライク。サポートベーシストとして「The Doll Parts」にも参加していた。

### 今までのサポートメンバー
- 町屋菊一（Dr.）

2019年5月21日新宿紅布「THE DOLL PARTS」にてサポートメンバーを務めた。「THE OSAKA BULL(s)」や「虚言倶楽部」で活動している。
自身で作詞作曲しギターを演奏する。ドラム、歌、ギターにおいて高い技術力と表現力を誇る。
- ぽち（Dr.）

2019年6月22日新所沢 THE ROCK 「GIGS Vol.2」にてサポートメンバーを務めた。「MARY」「junkbar」のドラマーを務める。

### 旧メンバー
- T.T.（Dr.）

2019〜2020年まで加入。加入するまで楽器はほぼ未経験であり、ドラムを始めたきっかけが同バンドである。同バンドとは別にイラストレーターとしても活動している。

## 今までのライブ
2019年5月21日新宿紅布「THE DOLL PARTS」
2019年6月22日新所沢 THE ROCK 「GIGS Vol.2」
2020年3月12日西川口hearts
2020年3月18日下北沢ろくでもない夜「The Doll Parts レコ発」
2020年3月31日立川Babel「SET OUT Vol.227」